# Бернолаковский вариант словацкого литературного языка

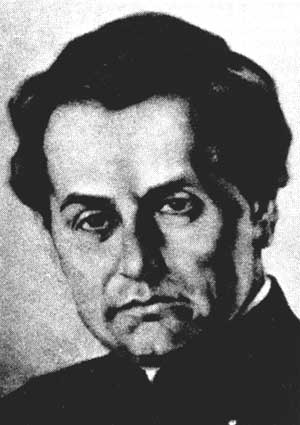
А. Бернолак

Бе́рнолаковский вариа́нт слова́цкого литерату́рного языка́ (также словацкий язык в кодификации Бернолака, бернолаковщина; словац. bernolákovčina, bernolákova (spisovná) slovenčina, bernolákova kodifikácia spisovnej slovenčiny, bernolákovská slovenčina, bernoláčtina) — первая кодифицированная норма словацкого литературного языка, осуществлённая в конце XVIII века католическим священником А. Бернолаком. Её основой стал западнословацкий интердиалект (наддиалектная форма, характерная для речи образованных слоёв населения Западной Словакии), а также черты словацких диалектов (прежде всего западнословацкого, отчасти среднесловацкого) и чешского литературного языка. Применён фонетический принцип правописания.
Языковая реформа А. Бернолака была принята в основном лишь среди словаков католического вероисповедания и вышла из употребления к середине XIX века. На бернолаковщине были написаны художественные произведения, создано значительное число переводов как религиозной, так и светской литературы.

## Предпосылки кодификации
С XI века земли, населённые словаками, вошли в состав Венгерского королевства. Языком администрации, церкви и культуры в Венгрии была латынь, которая стала письменным языком и для словаков. В XIV веке среди образованных словаков начинает распространяться чешский язык, а с XV века он уже используется словаками в качестве письменного языка наряду с латынью. В XVI веке общественные функции чешского языка расширяются в связи с Реформацией, он становится языком богослужения для словацких протестантов. К XVIII веку чешский вытесняет латинский язык из некоторых сфер общественной жизни и даже применяется вместе с ним как язык «высокого стиля» в религиозной литературе, в науке, в поэзии и т. д.
В условиях усиления национального самосознания, связанного с началом эпохи словацкого национального возрождения в конце XVIII века, важнейшее значение для словаков, находившихся под властью австрийцев и венгров, приобрели родной язык и культура. Именно в это время у словаков появляется первая литературная норма на основе родной речи.

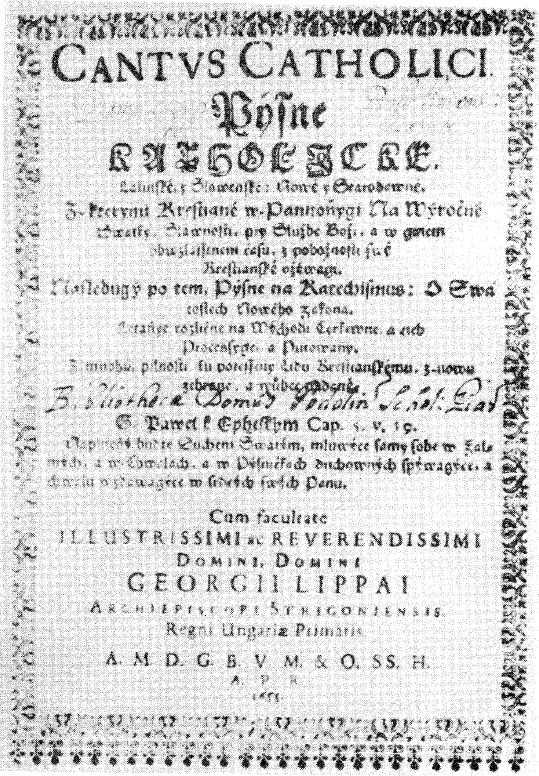
Титульная страница книги Canthus Catholici, написанной на чешском языке с западнословацкими языковыми элементами (1655)

К концу XVIII века средством устного общения для словацкого населения были местные словацкие говоры и интердиалектные образования на их основе. Языком письменности, науки и литературы были прежде всего латинский и чешский языки. Кроме них словаки использовали в качестве письменных языков немецкий и венгерский, а также (на территории Восточной Словакии) спорадически польский. При этом значение этих языков для словаков было неодинаковым. несмотря на то, что латинский язык продолжал сохранять свои позиции языка «высокого стиля», языка образованных людей, чешский язык, понятный широким слоям словацкого населения в силу его близости словацким диалектам, имел наибольшее распространение и употреблялся во всех сферах, присущих письменному языку. Отношения чешского и местных словацких говоров в ряде случаев одновременно имели характер билингвизма и соподчиненный характер литературного языка (чешского) и диалектной речи (словацких говоров). Особенностью функционирования чешского языка на территории Словакии было активное проникновение в него словакизмов, и в то же время чешский язык оказывал сильное влияние на словацкую речь (прежде всего речь представителей интеллигенции. К концу XVIII века вследствие интеграционных процессов в словацких говорах сложились локальные смешанные диалектные формы. При взаимодействии такого рода народно-разговорной речи с чешским языком возникали своеобразные интердиалектные формы, использовавшиеся в устном общении образованной части словаков (как правило, отмечаются три такие разновидности — западнословацкая, среднесловацкая и восточнословацкая), эти формы образовывали так называемые переходные формы между диалектами и литературным языком. Культурные интердиалекты, как и местные говоры, проникали в письменность и использовались словаками наряду с чешским, латинским, венгерским и немецким языками. Кроме этого языковая ситуация в Словакии осложнялась наличием таких форм, не имевших устоявшейся нормы, как словакизированный чешский язык (словац. slovakizovaná čeština) и разновидности чешского языка с преобладанием в нём черт культурных интердиалектов или словацких говоров. Подобные формы появлялись не только вследствие межъязыковых контактов, но и в результате осознанной словакизации письменности. Подъём национального самосознания словаков и их интерес к родному языку характеризуют попытки создания литературных произведений на основе западнословацких и восточнословацких диалектов и интердиалектов. В Западной Словакии, в частности, появился первый роман на словацком языке в его западнословацкой интердиалектной разновидности.

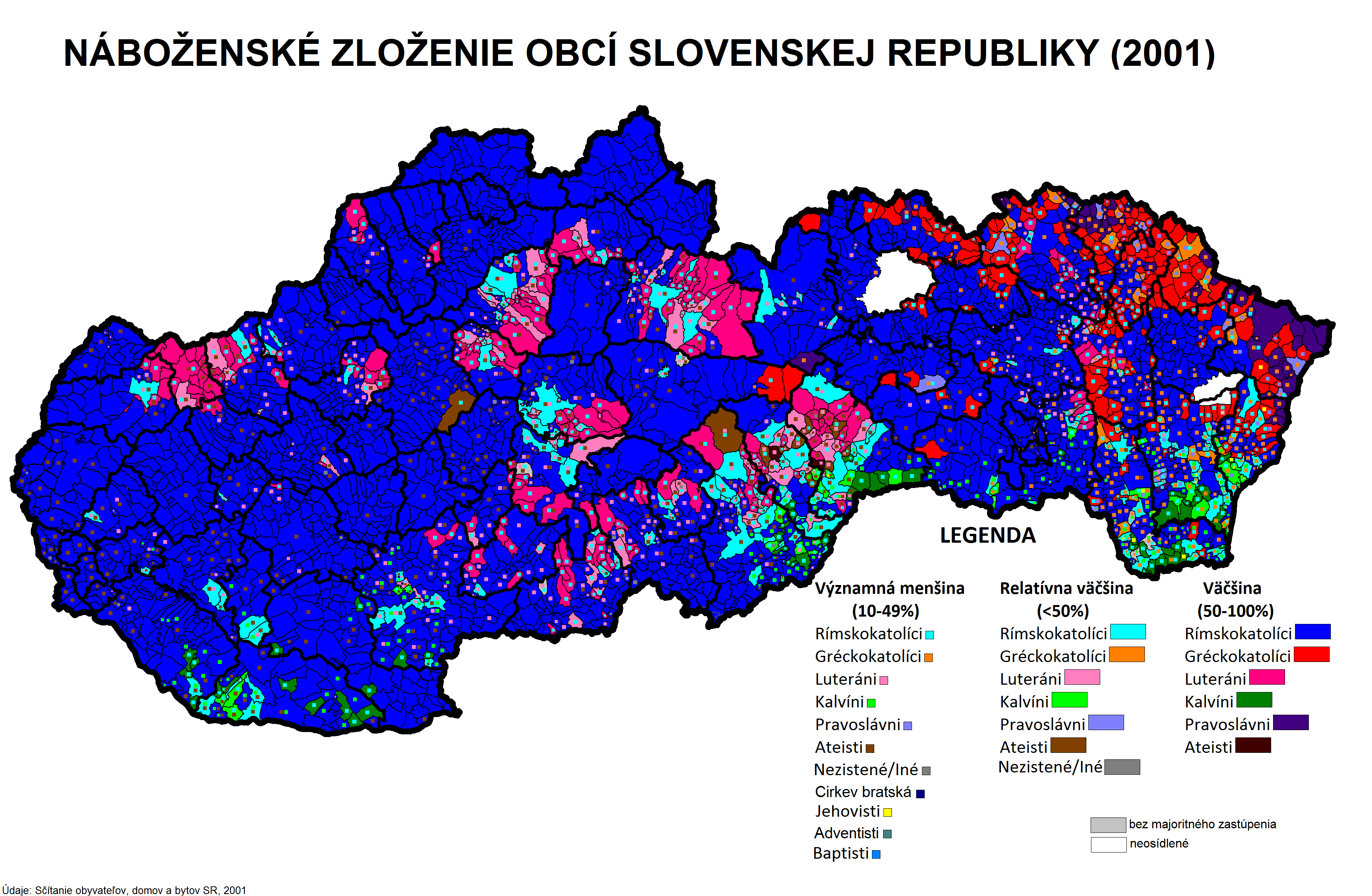
Религиозные конфессии в современной Словакии (2001)

В словацком обществе к концу XVIII века по отношению к вопросу языка отчётливо проявились две противоположные тенденции. Первая из них была связана со стремлением сохранить чешский как литературный язык словаков (в диапазоне от варианта, который восходил к нормам языка «Кралицкой Библии» (1579—1593), так называемого «библейского языка» или «библитчины», до словацкого варианта чешского или «словацко-чешского» (lingua Slavico-Bohemica). Эта тенденция была распространена в основном среди образованных словаков-протестантов, которые придерживались мнения о культурном и языковом единстве чехов и словаков и воспринимали чешский язык как свой, кроме того чешский язык был для протестантов литургическим языком. Вторая связывалась с созданием самостоятельной словацкой литературной нормы — этого придерживалась главным образом интеллигенция словаков католического вероисповедания. К середине XVIII века словакизация чешского языка в католической письменности дошла то того, что этот язык уже сложно было назвать лишь словакизированным чешским языком. В конечном счёте сложившаяся языковая ситуация создала предпосылки для появления словацкого литературного языка именно среди словаков-католиков.

## Литературно-письменная традиция Западной Словакии
Письменность, развивавшаяся в Западной Словакии до второй половины XVIII века была представлена языком католической религиозной литературы Трнавского центра; языком перевода Библии, выполненного монахами камальдульского ордена; языком произведений Г. Гавловича, яркими особенностями характеризовались поздние произведения Й. И. Байзы. На западнословацком интердиалекте в докодификационный период были созданы такие литературные произведения, как «Пастушья школа — житница нравов» (Valaská škola mravúv stodola, 1755) Г. Гавловича, «Приключения и испытания юноши Рене» (René mlád’enca prihodi a skusenost’i, 1783—1785) Й. И. Байзы (первый словацкий роман) и другие.

## Языковая реформа Антона Бернолака

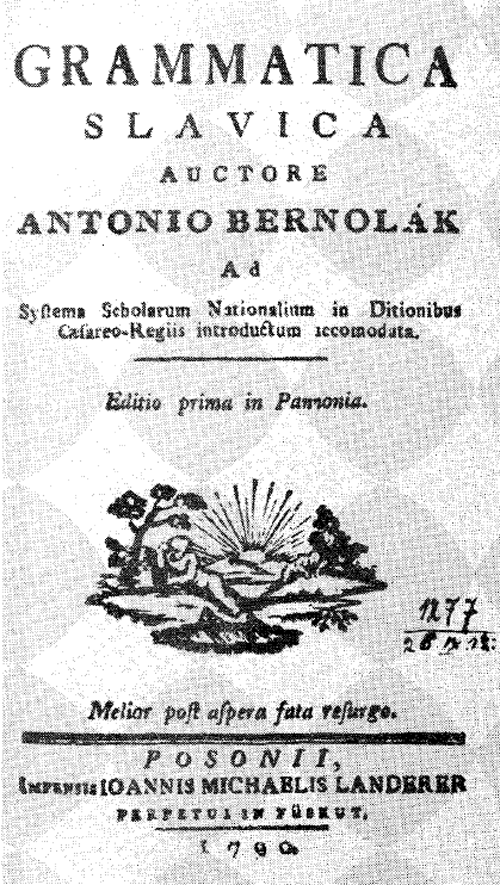
Титульная страница издания Grammatica Slavica (1790)

В начальный период словацкого национального возрождения — в 1780 годы — разрабатывается первая научно обоснованная программа кодификации словацкого литературного языка. Её автором стал католический священник А. Бернолак. В 1787 году он издаёт «Филологическо-критическое рассуждение о славянских письменах» (Dissertatio philologico-critica de literis Slavorum) с приложением «Орфографии» (Orthographia), в 1790 — «Словацкую грамматику» (Grammatica Slavica), в 1791 году издаёт работу по словацкому словообразованию Etymologia vocum slavicarum, двадцать лет А. Бернолак посвятил составлению многотомного «Словацкого чешско-латинско-немецко-венгерского словаря» (Slowár Slowenskí Češko-Laťinsko-Ňemecko-Uherskí)(1825—1827), который был издан только после его смерти. В лингвистических трудах А. Бернолака отражена программа нормирования словацкого языка. В своей кодификации он опирался на живую разговорную речь, для которой были характерны не только черты чешского языка и западнословацкого диалекта, но в которой также проявлялись среднесловацкие особенности.

## Особенности литературной нормы

### Орфография
А. Бернолак упорядочил, унифицировал и в то же время упростил ряд черт и особенностей орфографии, встречавшихся в словацкой письменности ранее, пытаясь вместо этимологического ввести фонетический принцип правописания. В частности, он отказался от использования буквы y, так как произношение i (í) и y (ý) в словацком не различаются; буквы q и x он заменил на сочетания kw, ks; мягкость согласных последовательно обозначил при помощи диакритических знаков: tʹ, dʹ, ň, lʹ; звук j обозначил буквой g и т. д. Также он избавился от богемизмов в орфографии — от употребления букв ě, ů, ř; от написания v в начале слова и слога на месте u; дал рекомендацию на месте долгих гласных писать í и ú вместо j и au соответственно.

### Фонетика
Кодификацию фонетики А. Бернолак проводил, опираясь на произношение образованной части словаков, вероятнее всего, в основном из западных районов Словакии, на что указывает отсутствие в его фонетической системе среднесловацкого звука, обозначаемого в современном словацком буквой ä, и характерных для среднесловацкой фонетики дифтонгов. А. Бернолак выделил пять гласных, противопоставляющихся по долготе / краткости: a (á), o (ó), e (é), u (ú), i (í). В то же время в системе консонантизма отмечаются мягкие согласные tʹ, dʹ, ň, lʹ, и наличие dz на месте праславянского dj, а также r и l, выступающих как слогообразующие, нехарактерные в целом для западнословацкого диалекта. Наряду с западнословацкой группой šč он допускает также среднесловацкую štʹ. Среди нововведений А. Бернолака отмечается передача согласного звука g буквой ǧ.

### Грамматика
В кодификации морфологических черт отражаются не только особенности чешского литературного языка, характерные для западнословацкой письменности того времени, и западнословацкие особенности, но и общесловацкие и среднесловацкие особенности. Из элементов морфологии, в основе которых лежат западнословацкие диалектные черты, отмечаются:
- окончание -i существительных мужского и среднего рода в форме местного падежа единственного числа: na nosi; na pási; na žel’ezi;
- окончание -ú существительных женского рода в форме творительного падежа единственного числа: owcú; osobú;
- формы существительных среднего рода типа stawaňí.

К элементам чешского литературного языка в кодификации А. Бернолака можно отнести:
- форма звательного падежа единственного числа существительных мужского рода типа odplat’it’el’i, spasit’el’i;
- окончание -e существительных женского рода в форме дательного и местного падежей единственного числа: noze, muše.

Среди черт среднесловацкой диалектной области отмечаются:
- окончание -owi одушевлённых существительных мужского рода в форме дательного и местного падежей единственного числа: pánowi; sluhowi; sudcowi;
- окончание -och существительных мужского рода в форме местного падежей множественного числа: o pánoch; na duboch; o sudcoch;
- окончание -om существительных мужского рода в форме творительного падежа единственного числа: pánom; sluhom; dubom;
- окончание -ow существительных мужского рода в форме родительного и винительного падежей множественного числа: pánow; sluhow; sudcow;
- окончание -om прилагательных мужского и среднего рода в форме местного падежа единственного числа: na pánowom; na peknom;
- окончание -em глаголов 1-го лица единственного числа: plačem; pigem; segem;
- окончание -ú глаголов 3-го лица множественного числа: plačú; pigú; segú;
- глагольные формы прошедшего времени на -l типа pékol; trásol.

В вопросах словообразования А. Бернолак часто обращался к работам чешских грамматистов, применяя установленные ими правила к словацкому языку. Но при этом он старался различать формы словообразования в разных языках. Например, словацкие суффиксы -ce и enstwo от чешских суффиксов -ec и -enstwí.

### Лексика
Лексика нормы словацкого языка, созданной А. Бернолаком, отражена в его «Словацком чешско-латинско-немецко-венгерском словаре», вышедшем в восьми томах и включившем до 80 000 слов. Литературные слова выделялись на фоне также вошедших в словарь неосвоенных богемизмов (с пометой boh.) и диалектных слов, в основном среднесловацких (с пометой vulg.). Предполагается, что в текст словаря (изданный после смерти автора) вносились правки, поэтому не все слова и принципы образования слов включены словарь исключительно А. Бернолаком.

## Основа кодификации

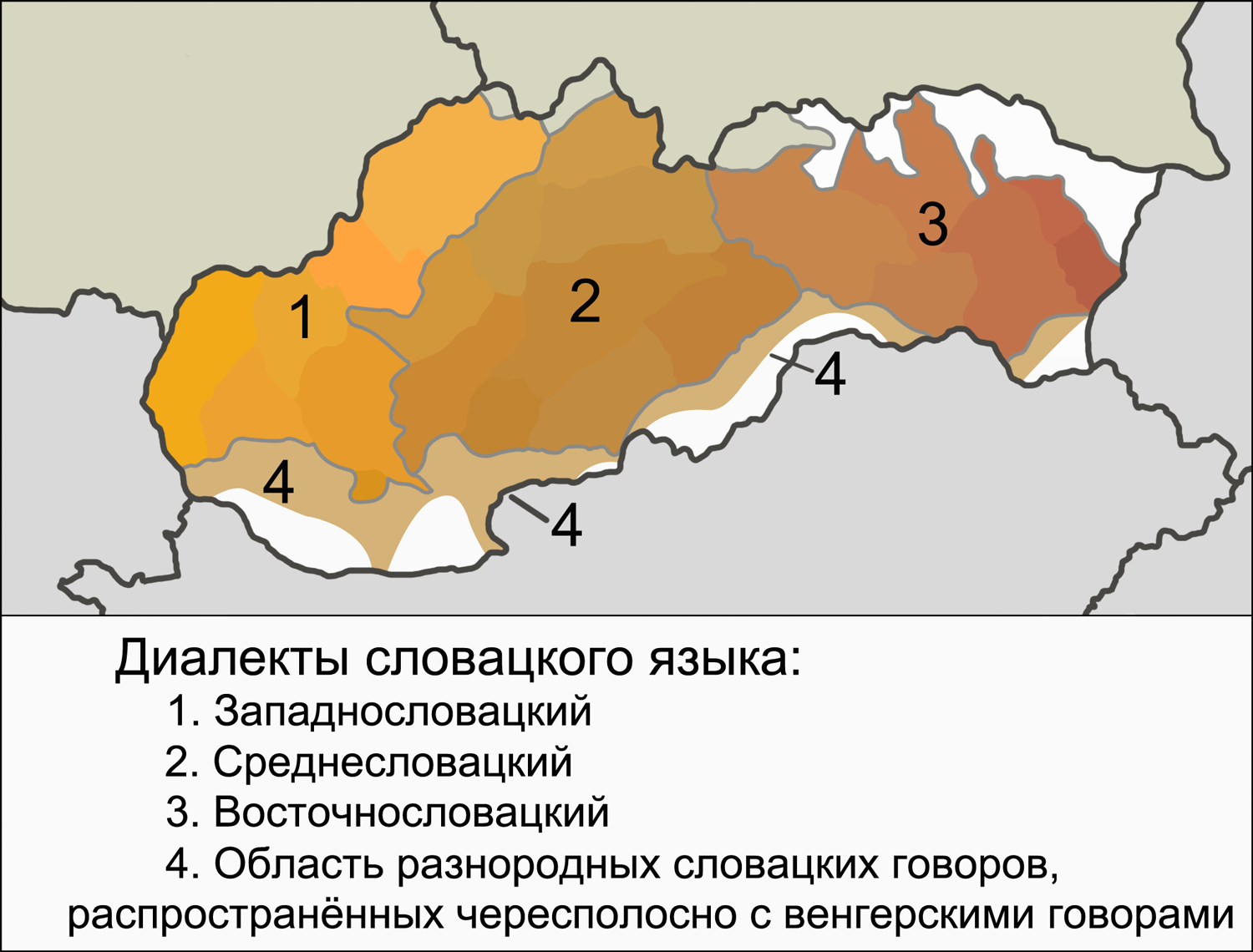
Область распространения западнословацкого диалекта (одной из основ бернолаковщины) на карте диалектов словацкого языка

Кодификация словацкого языка А. Бернолака объединила в себе традиционные и новые языковые элементы. Он не только включил в норму то, что уже существовало в письменности словацких католиков, но и отбирал из уже существующих только те факты, которые по его мнению соответствовали характеру словацкого языка, а также создавал новые правила и нормы. Для словацкого языка деятельность А. Бернолака стала совершенно новым явлением, одним из шагов к формированию современной литературной нормы.
В языковой системе бернолаковщины, согласно изучению работ А. Бернолака и литературных произведений, созданных на его литературной норме, явно прослеживаются черты западнословацкого типа. Вместе с тем нельзя однозначно утверждать, что непосредственной основой бернолаковщины были словацкие диалекты (в частности говоры западнословацкого диалекта). При наличии в кодифицированной А. Бернолаком норме западнословацких черт (присущих не только трнавским или каким-либо другим говорам, но и всему западнословацкому ареалу в общем), а также некоторых среднесловацких и общесловацких черт, опорой для бернолаковщины следует считать преимущественно западнословацкий культурный диалект (койне, характерное для общения представителей словацкой интеллигенции). Посредством этого культурного диалекта (интердиалекта) бернолаковщина связана со словацкими диалектами, с католической литературой Трнавы и с чешским литературным языком.
```
Языковую основу бернолаковского литературного языка 
следует видеть в культурном западнословацком языке, 
в соответствии с представлениями Бернолака подправленном 
среднесловацкими и верхнеоравскими диалектными элементами.

```

В старой литературе по истории словацкого языка предпринимались попытки напрямую связать бернолаковскую норму с западнословацкой диалектной речью или добернолаковской письменной традицией Западной Словакии. Так, одна часть исследователей истории словацкого языка, подчёркивая западнословацкий характер кодификации А. Бернолака, напрямую связывала её с теми или иными западнословацкими говорами (нитранскими, трнавскими, тренчинскими и другими), указывая иногда особое значение родного говора А. Бернолака (верхнеоравского говора деревни Сланица периферии среднесловацкого диалектного ареала), либо видели основу бернолаковской нормы во всём западнословацком диалектном ареале, не выделяя конкретные группы говоров. Другая часть исследователей, отмечая слова самого А. Бернолака о том, что создавая литературную норму, он опирался на речь образованных людей и литературу Западной Словакии, связывала основу бернолаковской кодификации с западнословацкой книжно-письменной традицией (с чешским литературным языком, «словакизированным чешским языком», языком религиозной католической литературы Трнавского центра и другими источниками). В. Важный, в частности, полагал, что основой бернолаковщины является чешский литературный язык, дополненный некоторыми западнословацкими и среднесловацкими диалектными чертами. Иногда связь бернолаковщины со словацкими диалектами отвергалась полностью.
Созданная А. Бернолаком литературная норма иногда воспринималась его современниками и последующими исследователями истории словацкого языка как народная, несмотря на то, что она использовалась, прежде всего, в качестве книжно-письменного языка. В сравнении с чешским литературным языком, используемым словаками не одно столетие, словацкий, включавший диалектные черты, мог представляться народным, простым, менее обработанным, менее престижным. Русский учёный П. И. Кеппен сообщал в одной из своих статей в журнале «Библиографические листы» о том, что чехи, мораване и словаки используют чешский письменный язык и только после выступления Бернолака «некоторые римско-католические священники стали писать простонародным словацким языком». Отмечались в связи с подобным восприятием и негативные оценки бернолаковской кодификации. Так, язык литературы Ю. Фандли, созданной на бернолаковщине, католический цензор называл «грубым и кухонным слогом».
В новой лингвистической литературе признаётся связь бернолаковской нормы с западнословацкими и частично со среднесловацкими говорами (включая диалектные черты, имеющие общесловацкий характер), но эта связь не является непосредственной. А. Бернолак за основу кодификации литературной нормы взял западнословацкий интердиалект, который в свою очередь сложился на базе говоров западнословацкого диалекта при взаимодействии с чешским литературным языком.
«По отношению к чешскому литературному языку бернолаковщина выступает как литературный язык близкий народной речи, но по отношению к диалектам (к трнавскому диалекту и другим западнословацким диалектам) она является чем-то большим, нежели только диалектом; она является культурным языковым образованием, хотя и черпающим из диалектов, но вместе с тем стоящим над диалектами». К. Габовштякова.

## Функционирование бернолаковщины

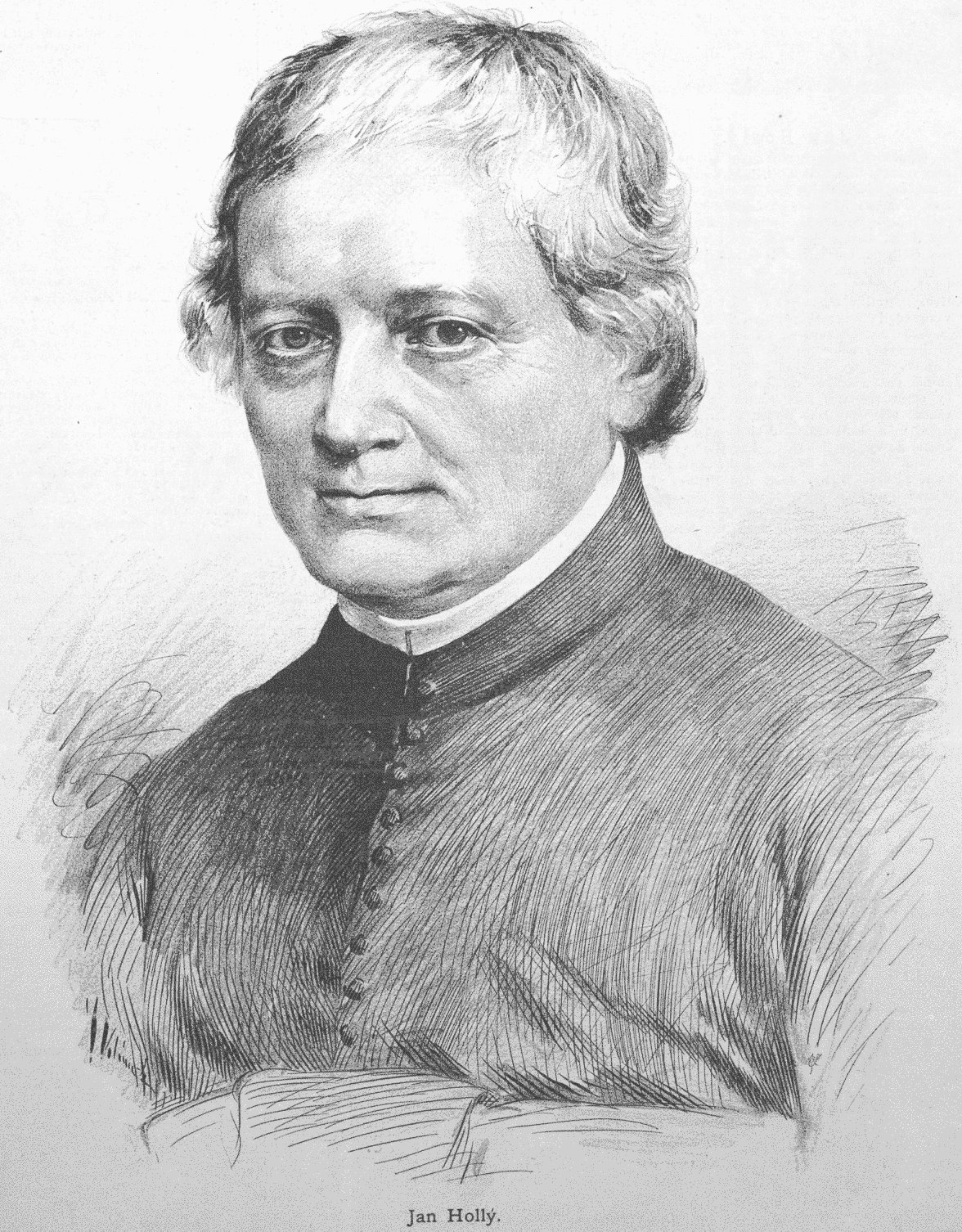
Я. Голлы

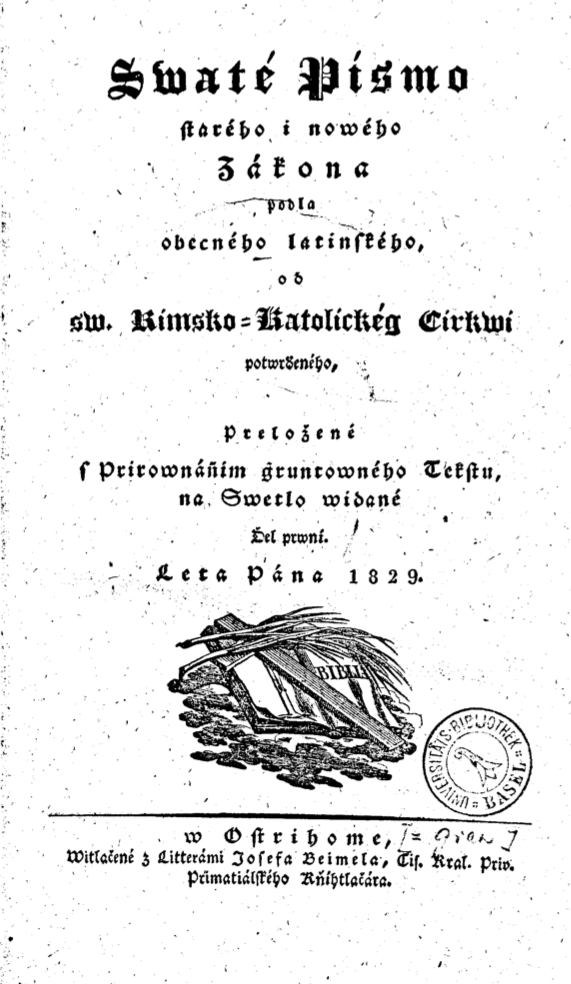
Титульная страница Библии в переводе Ю. Палковича

Бернолаковский вариант словацкого литературного языка находился в употреблении около 60 лет до середины XIX века. В основном он был языком католической части словацкого населения в западных регионах Словакии, причём не все католики им пользовались, часть из них продолжала писать на латинском, немецком или венгерском. Отчасти бернолаковщина употреблялась и в Средней Словакии и в Восточной Словакии, хотя основным литературным языком словаков-протестантов этих регионов продолжал оставаться чешский язык.
```
Milí Slováci! chceťeľi mať v budúcich Stoľetách
našého Národu chwáľitebné, a pametľiwé Méno, 
pre toto, a pre Sláwu geho, ešče wás gednúc láskawe, 
srdečňe napomínám: podľa možného Spúsobu, dopomahagťe 
k Tlačeňú našínskích Kňích....

```

На языке А. Бернолака была создана поэзия Я. Голлого (в том числе и переводы Вергилия, Гомера, Овидия, Горация и других античных поэтов), Э. Беллаи, проза Ю. Фандли, А. Оттмайера и других литераторов. Кроме того, на языке с западнословацкой основой были изданы многочисленные произведения религиозной литературы (в том числе и Библия в переводе Ю. Палковича). Наиболее плодотворно на бернолаковской норме писал Ю. Фандли. Помимо художественной литературы издания светского содержания охватывали научные публикации по сельскому хозяйству, медицине, педагогике и т. д. В некоторых католических школах язык А. Бернолака стал языком обучения вплоть до 1850-х годов. Разрабатывались планы издания газеты на бернолаковщине, так и не реализованные.
Несмотря на относительно недолгое существование бернолаковщины в ней стали формироваться стилистические различия, язык становился всё более унифицированным (наиболее последовательно кодификационных норм придерживался Я. Голлый, в то же время изменения нормы допускал Ю. Фандли).
Для популяризации бернолаковского варианта словацкого литературного языка было создано «Словацкое учёное товарищество» с центром в Трнаве, объединившее А. Бернолака и его сторонников — это общество начало свою активную деятельность в 1792 году. Товарищество объединили около 500 человек, создавших отделения в Нитре, Банской Быстрице, Рожняве, Кошицах и в других городах и селениях Словакии. Типография товарищества находилась в Трнаве. «Словацкое учёное товарищество» объединило и координировало усилия, направленные на культурно-просветительскую деятельность и национальное возрождение, члены товарищества (в основном католические священники, а также чиновники, врачи, учителя и другие представители светской интеллигенции) занимались пропагандистской и издательской деятельностью, распространением книг на бернолаковщине. Каждый член товарищества принимал на себя обязательства писать письма и новые книги, придерживаясь норм и правил литературного языка.
Активная деятельность с момента создания общества стала заметно ослабевать к концу XVIII века, что было связано с наступлением реакции в Австро-Венгрии, а также с усилением консервативного крыла и противоречиями внутри бернолаковского движения. В 1820-х годах с появлением нового поколения сторонников А. Бернолака в популяризации и распространении словацкой литературной нормы было отмечено заметное оживление. Одним из наиболее активных молодых организаторов и издателей был М. Гамульяк — вокруг него в Буде собралась группа словаков-католиков, которая внесла значительный вклад в возрождение и развитие словацкой культуры и языка. М. Гамульяк считал близкий словакам родной словацкий язык намного эффективнее нежели чешский будет способствовать просвещению и духовному подъёму простого народа, а также усилению национально-освободительного движения в Словакии. После смерти А. Бернолака движение словацких католиков, пропагандирующих письменность на родном языке, возглавил Ю. Палкович. Большое значение в это время имело творчество Я. Голлого, чья патриотическая поэзия оказывала огромное влияние на словацкую молодёжь.
Словаки-протестанты, считавшие чешский язык наиболее приемлемым для словаков литературным языком, объединяющим два родственные народа — чехов и словаков, подвергли бернолаковщину критике, одним из наиболее известных и активных противников языка А. Бернолака был Ю. Рибаи, выступавший против словацкого литературного языка уже в 1790-х годах. В ответ на реформу А. Бернолака словацкие протестанты (Ю. Рибаи, И. Палкович, Б. Таблиц) занялись популяризацией чешского литературного языка в Словакии. Период с конца XVIII века до середины XIX века был отмечен противостоянием двух литературных языков, связанных с развитием словацкой национальной культуры — бернолаковским словацким и чешским, конкурирующих друг с другом. В то же время словаки стали осознавать, что разобщение нации в вопросах языка становится серьёзным препятствием для национально-освободительного движения, развития культуры и просвещения. В 1820—1830-х годах отмечаются попытки диалога протестантов и католиков, предлагаются пути к компромиссу в решении языкового вопроса. Среди протестантов появляются деятели, играющие всё более активную роль, которые стали допускать отступления от абсолютной приверженности чешскому языку, они понимали, что чешская библитчина является трудной для понимания простым народом. Так, Я. Коллар и П. Й. Шафарик создают в 1820-х годах так называемый «чешско-словацкий» литературный язык, или стиль, представляющий собой чешский язык с добавлением элементов словацкого языка. Данный вариант не получил дальнейшего развития. Предлагали свои компромиссные варианты и словаки-католики, сторонники реформы А. Бернолака. Так, Я. Геркель и М. Гамульяк высказывали мнение о возможности изменения норм бернолаковского языка в целях сближения с чешским языком или же со среднесловацким диалектом, хотя и не допускали при этом того факта, что основой литературной нормы словаков может быть чешский язык — основой литературного языка они видели только бернолаковщину. В 1834 году в Пеште было основано «Общество любителей словацкого языка и литературы» — его председателем стал Я. Коллар, а секретарём М. Гамульяк. Впервые представители разных конфессий и сторонники разных концепций развития литературно-письменных норм создали общую организацию. В 1835—1840 годах общество издавало альманах Zora — его авторы могли выбирать язык для своих материалов — чешскую библитчину, чешско-словацкий или бернолаковский словацкий языки. Это было очередным шагом к сотрудничеству словаков-протестантов и словаков-католиков, но не снимало проблему единой общесловацкой литературной нормы. Кроме того, дискуссии сторонников чешского и бернолаковского языков время от времени возобновлялись.
В 1840—1850-х годах в условиях растущих в Венгерском королевстве процессов мадьяризации (в стране активно распространялась идеи единого венгерского государства и единой венгерской нации, венгерский язык был объявлен официальным и стал единственным языком обучения для национальных меньшинств, власти Венгрии негативно воспринимали любые проявления национальной активности невенгерских народов — защиту национальных прав, создание национальных культурно-просветительских центров и т. п.) стало усиливаться движение национального словацкого возрождения, расширилась его социальная база, словаки вышли за рамки культурно-языковых вопросов и требовали решения политических и социальных проблем. Отсутствие общего литературного языка словаков препятствовало единению словацкого национального движения.
В этой ситуации появился новый вариант словацкого литературного языка, автором которого стал представитель словацкого национально-освободительного движения Л. Штур.
Намерение издавать новую политическую газету для словаков подтолкнула Л. Штура и его единомышленников в конце 1842 — начале 1843 годов к мысли о создании новой нормы словацкого языка. Кодификации новой словацкой нормы предшествовали долгие обсуждения и совещания, после одного из совещаний, состоявшегося 17 июля 1843 года в селе Глбоке, его участники — Л. Штур, М. М. Годжа и Й. М. Гурбан — встретились с одним из наиболее известных сторонников бернолаковщины, Я. Голлым, и рассказали ему о своих планах.
В 1840-х годах в лингвистических работах Л. Штура были заложены идеологическое обоснование и теоретическая база новой кодификации словацкого языка.
Объясняя необходимость введения новой кодификации литературного языка Л. Штур отмечал, что бернолаковщина, имеющая в своей основе черты преимущественно западнословацкого диалекта, не отражает «чистую» народно-разговорную речь словаков в той мере, в какой она представлена в новой словацкой языковой норме, основанной на среднесловацком диалекте, и потому не имеет дальнейших перспектив. Тем не менее, Л. Штур рассматривал бернолаковскую кодификацию как важный этап на пути формирования словацкого литературного языка, ведущий от чешского языка к следующему этапу — созданию нормы словацкого языка на базе «чистой» словацкой речи. По его мнению, новая норма непосредственно продолжала бернолаковскую норму.
Все свои усилия Л. Штур направил на то, чтобы убедить словацкое общество в необходимости своей языковой реформы, в скорейшем преодолении чешско-словацкого двуязычия, Л. Штур пытался доказать то, что словаки, являющиеся самостоятельным славянским народом, отличным от прочих, со своим собственным языком, должны пользоваться в качестве литературной нормой, основанной на родной речи. Общий для всех словаков язык должен был способствовать успеху словацкого национального возрождения, консолидации словацкой нации и просвещению словаков. Л. Штур надеялся убедить словаков-протестантов отказаться от чешского литературного языка и убедить словаков-католиков сделать выбор в пользу новой кодификации, пришедшей на смену бернолаковской.
Л. Штур и его последователи приложили немало усилий для того, чтобы убедить католическую часть словацкого общества принять новую языковую реформу. Л. Штур признавал заслуги А. Бернолака и его сподвижников, внесших весомый вклад на начальном этапе создания словацкой литературной нормы, и неоднократно упоминал, что словаков-католиков и протестантов-сторонников Л. Штура связывает понимание того, что литературным языком словацкой нации может быть только словацкий, а не чешский.
В среде словаков католического вероисповедания реформа Л. Штура была воспринята неоднозначно. Одна часть словаков-католиков, среди которых были М. Гамульяк, М. Решетка и другие, по-прежнему настаивала на употреблении языка бернолаковской кодификации, другая часть словацкого католического общества (Э. Герометта, Ю. Голчек, М. Храстек, Ю. Плошиц и другие) выступила с поддержкой штуровской нормы. При этом ряд представителей словацкой интеллигенции католического вероисповедания высказывали мысли о доработке кодификации Л. Штура с целью её сближения с бернолаковской литературной нормой.

## Языковая реформа Годжи-Гатталы

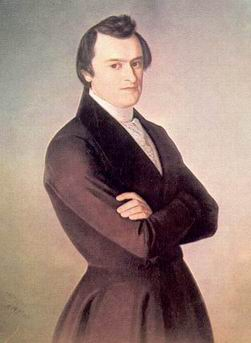
М. М. Годжа

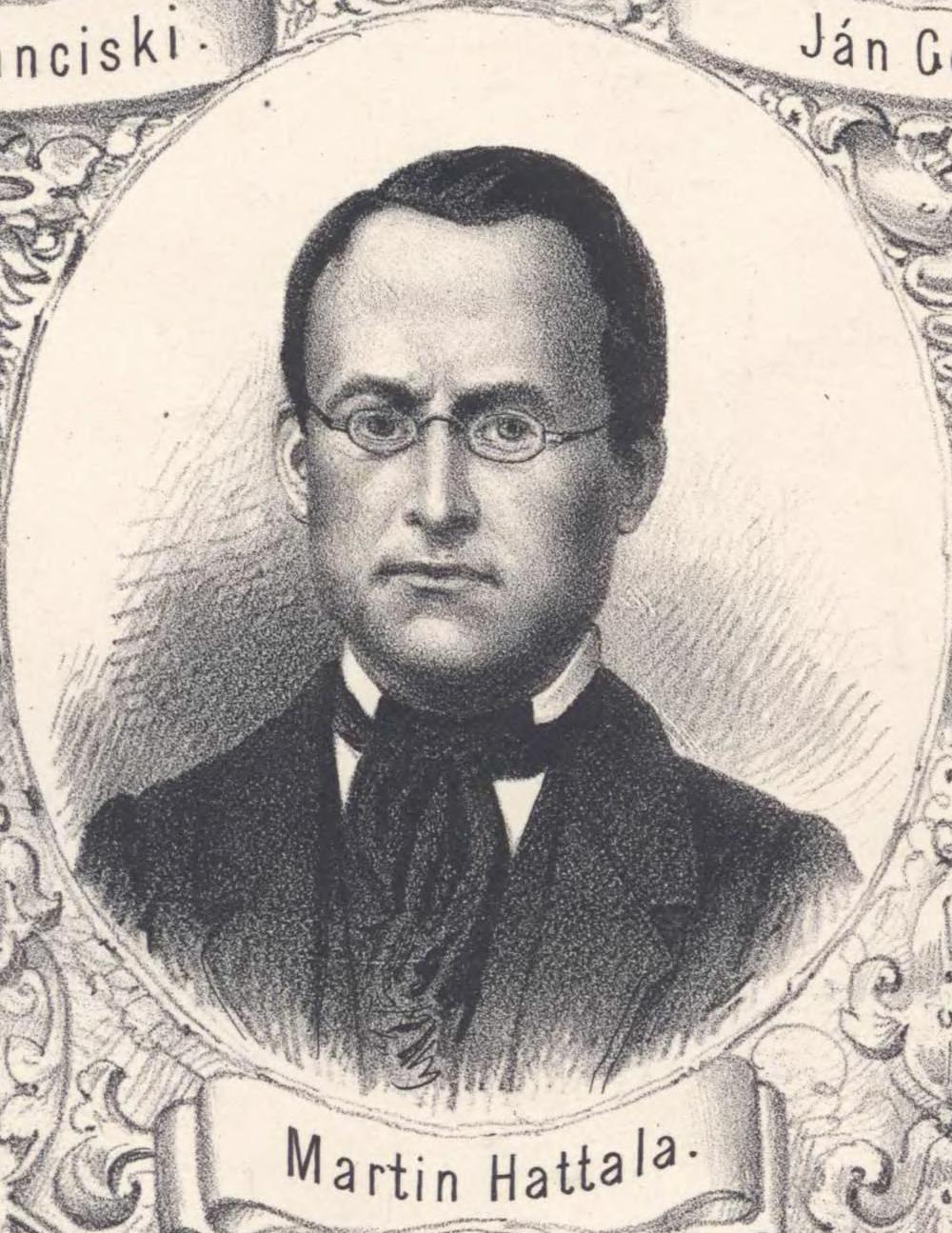
М. Гаттала

В августе 1847 года на собрании культурно-просветительского общества «Татрин» (Tatrín) в Чахтице была достигнута договорённость между ведущими представителями католической и протестантской общин Словакии о введении единой нормы словацкого литературного языка. При этом некоторые пункты орфографии, фонетики и грамматики единого литературного стандарта всё ещё оставались спорными, поэтому было решено в скором времени создать новый перечень кодификаторских норм с опорой на штуровскую кодификацию и с учётом предложений и замечаний, поступивших от М. Гатталы, М. М. Годжи и других участников состоявшейся на собрании дискуссии. Таким образом, впервые в истории словацкого национального возрождения сложились реальные условия для преодоления межконфессиональных разногласий в вопросах литературного языка и прекращения дробления словацкого общества на несколько групп, использующих различные литературно-письменные формы.
Компромиссный вариант словацкого литературного языка, который устроил обе конфессиональные общины словаков, был нормирован после революции 1848—1849 годов в 1851 году в основном благодаря действиям М. М. Годжи и М. Гатталы. К этому времени языковая ситуация в Словакии ещё больше осложнилась. Результатом поражения революции стало подавление национально-освободительного движения в Австрийской империи, которое выразилось, в частности, в значительном укреплении позиций немецкого языка — он был признан государственным языком Австро-Венгрии. Кроме этого, расширилась сфера использования венгерского языка на территории Венгерского королевства, включавшего в свой состав и словацкие земли. В среде словацкого общества продолжилось употребление различных форм словацкого и чешского языков. Помимо использования бернолаковщины в католической общине, а также чешского литературного языка среди одной части протестантов и штуровщины среди другой, по рекомендации Я. Коллара в качестве языка администрации, печати и школьного обучения стали вводить так называемый «старословацкий язык» (чешский язык в своей основе, дополненный некоторыми элементами словацкого языка). Функционирование данных языковых форм среди словаков осложнялось широким их варьированием у разных авторов или групп авторов, а также в разных печатных изданиях. Так, чешский язык употреблялся как в архаичной, так и в современной формах и в нескольких вариантах так называемого старословацкого языка. Бернолаковская литературная норма употреблялась в варианте, сближенном со штуровской кодификацией, в варианте, сближенном с западнословацким интердиалектом или же в варианте, в котором было представлено большое число чешских языковых черт. Штуровская литературная норма варьировалась от формы, изложенной в работах Л. Штура до формы с поправками Й. М. Гурбана и до формы с поправками М. М. Годжи. Наглядно характеризовало ситуацию языковой неопределённости, например, то, что некоторые издания могли по несколько раз переориентироваться в языковом отношении, выпуская свои номера вначале на штуровщине, затем на старословацком, и вновь возвращаясь к уже несколько видоизменённой штуровщине. Решение вопроса единства словацкого литературного языка требовало в данной ситуации безотлагательных мер.
Собравшиеся в октябре 1851 года в Братиславе наиболее известные деятели словацкого национального движения католического и протестантского вероисповедания окончательно утвердили единые нормы словацкого литературного языка. Положения компромиссного варианта литературного стандарта были изложены католическим священником М. Гатталой в его работе «Краткая словацкая грамматика». Предисловие к ней подписали протестанты М. М. Годжа, Й. М. Гурбан, Л. Штур и католики Я. Паларик, А. Радлинский и Ш. Заводник.
Новые нормы словацкого литературного языка, узаконенные М. Гатталой и М. М. Годжей, в целом отражали многие положения штуровской кодификации и, соответственно, сохранили среднесловацкую основу. При этом новая кодификация приобрела некоторые черты, сблизившие её с чешским языком и с предшествующей словацкой письменностью, прежде всего с бернолаковской. Данные изменения и дополнения представляются исследователям словацкого языка как синтез штуровщины и бернолаковщины, либо штуровщины и чешского языка или же штуровщины, бернолаковщины со старословацким языком. Среди изменений в области орфографии отмечается восстановление элементов историко-этимологического принципа правописания, в частности, введение в словацкий язык графемы y, написание ia, ie вместо ja, je, обозначавших дифтонги в штуровщине и вместо uo — написание ó. В области фонетики нововведением стало появление звука [ä]. В числе грамматических изменений отмечаются введение окончания -ie вместо -ja и вариативных окончаний -a и -á у существительных среднего рода в форме именительного падежа единственного числа, введение основного окончания -och при допускаемом также окончании -jech у существительных в форме местного падежа множественного падежа мужского рода. В склонении прилагательных окончания -uo, -jeho, -jemu были изменены на окончания -é, -ého, -ému. Было также узаконено написание глаголов в форме прошедшего времени с окончанием -l, как в бернолаковском варианте кодификации и т. д.
После исправлений и дополнений, внесённых М. М. Годжей и М. Гатталой, язык, основанный на штуровской кодификации смог стать единым общенациональным словацким литературным языком. Обновлённая литературная норма завершила долгий период становления словацкого литературного языка. Несмотря на то, что часть его норм подвергалась в дальнейшем некоторым уточнениям, в основных чертах нормы, узаконенные реформой Годжи-Гатталы сохраняются в современном словацком литературном языке.

## Оценка кодификации Антона Бернолака
Реформа А. Бернолака заложила научные основы нормирования словацкого литературного языка, открыла новое направление в развитии литературной нормы на основе родной речи, оказала влияние на движение словацкого национального возрождения.
Современники А. Бернолака в условиях, когда словаки были частью многонациональной империи и были разделены по конфессиональному признаку, по-разному оценивали его деятельность, обвиняя учёного в сепаратизме, в провенгерской направленности, в разрушении чешско-словацкого единства (в античешском выступлении). Серьёзной критике бернолаковскую кодификацию с языковой позиции подверг Й. И. Байза. Известны его полемика (bernolákovské polemiky) со сторонниками А. Бернолака относительно взглядов на литературный словацкий язык, а также его критическая работа Anti-Fándly (1789). В то же время положительную оценку деятельности А. Бернолака дал один из лидеров словацкого национального возрождения, представлявшего протестантскую общину, Л. Штур.
В настоящее время деятельность А. Бернолака оценивается в целом положительно как патриотическая и просветительская, положившая начало формированию современной словацкой литературной нормы. Бернолаковская кодификация литературного языка была неразрывно связана с идеологией словацкой нации, выражением её своеобразия. А. Бернолак и его сторонники рассматривали словаков (которых называли «паннонскими славянами») как часть единого славянского народа; для них не существовало чёткого разделения понятий «словак» и «славянин». В то же время А. Бернолак и его сторонники приходят к осознанию уникальности и обособленности словацкой нации и словацкого языка. Появление первой литературной нормы содействовало усилению национального самосознания словаков, способствовало консолидации словацкой нации в борьбе за равные права с другими народами Венгерского королевства, стимулировало развитие национальной культуры.
```
Этим историческим актом 
[кодификацией Антона Бернолака] 
начинается история словацкого 
общенационального литературного языка.

```

Вопрос о том, какая из двух кодификаций словацкой литературной нормы, бернолаковская или штуровская, является начальным этапом истории словацкого литературного языка, долгое время оставался дискуссионным. Несмотря на то, что первая словацкая литературная норма была кодифицирована А. Бернолаком уже в конце XVIII века, некоторые из славистов склонны считать, что история словацкого литературного языка началась с середины XIX века и связана с появлением кодификации Л. Штура. По их мнению создание бернолаковского варианта словацкого литературного языка не следует рассматривать как начальный этап истории литературной нормы словаков, поскольку бернолаковщина так и не стала единым языком словацкой нации и со временем вышла из употребления. Некоторые исследователи словацкого языка (Э. Паулини, Н. А. Кондрашов) предлагают вообще отказаться от конкретного решения в выборе нормы начального этапа истории литературного языка. Так, например, Э. Паулини сделал следующее заключение: «Собственная история словацкого литературного языка могла бы начинаться или от Антона Бернолака (18 столетие) или от Людовита Штура (19 столетие)…» В то же время в современной словакистике преобладает точка зрения, согласно которой началом истории словацкого литературного языка является бернолаковский вариант. Об этом, в частности, в своих работах упоминает К. Габовштякова: «[А. Бернолака] можно считать основоположником литературного словацкого языка».
Высказывания исследователей, считающих началом истории словацкого литературного языка штуровскую кодификацию («словацкий литературный язык в середине XIX в. формируется без предшествующего периода старого письменно-литературного языка»), «так называемый литературный словацкий язык узаконили трое евангелических (протестантских) интеллектуалов: Штур, Гурбан и Годжа»)), отрицают преемственность двух вариантов словацкой литературной нормы. Такой подход показывает упрощённое представление о формировании и развитии словацкого литературного языка и не принимает во внимание значение бернолаковщины в его становлении. До кодификации Л. Штура бернолаковская норма играла значительную роль в общественно-культурной жизни словаков — на ней было издано сравнительно большое число литературных произведений религиозного и светского характера, как оригинальных, так и переводных, включавших художественную и научно-публицистическую литературу, велось преподавание в католических школах и семинариях. С появлением бернолаковщины в словацком обществе впервые было введено такое понятие как «литературный язык», бернолаковская кодификация послужила примером нормирования литературного языка для Л. Штура, ряд норм бернолаковщины был учтён в процессе реформы Годжи-Гатталы и введён в окончательный вариант словацкого литературного языка, принятый большей частью словаков. Это позволяет говорить о преемственности двух норм, несмотря на их разную диалектную основу и наличие некоторого периода их сосуществования в словацком обществе. В новейших лингвистических исследованиях словацкого языка возобладали представления, согласно которым бернолаковщина и штуровщина являются двумя, сменяющими друг друга, этапами развития словацкого литературного языка, иначе — двумя вариантами норм формирующегося национального литературного языка словаков. Таким образом, реформа А. Бернолака и его вариант литературной нормы признаются начальным периодом развития общенационального словацкого литературного языка.